# Ciclismo en los Juegos Olímpicos de Londres 1908
El ciclismo en los Juegos Olímpicos de Londres 1908 se realizó en el Estadio de White City de la ciudad de Londres, entre el 13 y el 18 de julio de 1908.
En total se disputaron en este deporte 7 pruebas diferentes (todas en la modalidad de pista). El programa fue modificado completamente con respecto al de la edición pasada, aunque se mantuvo el mismo número de pruebas. La prueba de velocidad volvió al programa y se celebraron por primera vez las de persecución por equipos y tándem; al resto de pruebas se les cambió la distancia.

## Participantes
Participaron un total de 97 ciclistas, representando a 11 naciones diferentes:
| - Alemania (9) - Bélgica (6) - Canadá (5) - Estados Unidos (2) - Francia (23) - Grecia (1) | - Italia (4) - Países Bajos (5) - Reino Unido (36) - Sudáfrica (4) - Suecia (2) |

## Medallistas

### Ciclismo en pista
| Evento                                    | Oro | Plata | Bronce |
| ----------------------------------------- | --- | --- | --- |
| Velocidad individual 1000 m (16 de julio) | Medallas no entregadas, ya que los cuatro ciclistas que disputaron la final sobrepasaron el tiempo mínimo establecido | Medallas no entregadas, ya que los cuatro ciclistas que disputaron la final sobrepasaron el tiempo mínimo establecido | Medallas no entregadas, ya que los cuatro ciclistas que disputaron la final sobrepasaron el tiempo mínimo establecido |
| 660 yardas (15 de julio)                  | Victor Johnson · Reino Unido · 51,2                                                                                   | Émile Demangel · Francia ·                                                                                            | Karl Neumer · Alemania ·                                                                                              |
| 5000 m (18 de julio)                      | Benjamin Jones · Reino Unido · 8:36,2                                                                                 | Maurice Schilles · Francia ·                                                                                          | André Auffray · Francia ·                                                                                             |
| 20 km (14 de julio)                       | Clarence Kingsbury · Reino Unido · 34:13,6                                                                            | Benjamin Jones · Reino Unido ·                                                                                        | Joseph Werbrouck · Bélgica ·                                                                                          |
| 100 km (18 de julio)                      | Charles Bartlett · Reino Unido · 2:41:48,6                                                                            | Charles Denny · Reino Unido ·                                                                                         | Octave Lapize · Francia ·                                                                                             |
| Persecución por equipos (17 de julio)     | Benjamin Jones · Clarence Kingsbury · Leonard Meredith · Ernest Payne · Reino Unido · 2:18,6                          | Max Götze · Rudolf Katzer · Hermann Martens · Karl Neumer · Alemania · 2:28,6                                         | William Anderson · Walter Andrews · Frederick McCarthy · William Morton · Canadá · 2:29,6                             |
| Tándem 2000 m (15 de julio)               | André Auffray · Maurice Schilles · Francia                                                                            | Frederick Hamlin · Horace Johnson · Reino Unido                                                                       | Charles Brooks · Walter Isaacs · Reino Unido                                                                          |

## Medallero
| Núm. | País        | Oro | Plata | Bronce | Total |
| ---- | ----------- | --- | ----- | ------ | ----- |
| 1    | Reino Unido | 5   | 3     | 1      | 9     |
| 2    | Francia     | 1   | 2     | 2      | 5     |
| 3    | Alemania    | 0   | 1     | 1      | 2     |
| 4    | Bélgica     | 0   | 0     | 1      | 1     |
| 4    | Canadá      | 0   | 0     | 1      | 1     |
|      | TOTAL       | 6   | 6     | 6      | 18    |